# 警察総局
警察総局（けいさつそうきょく、トルコ語: Emniyet Genel Müdürlüğü, EGM）は、トルコの法執行を担う警察機関である。

## 組織
トルコの国家警察（トルコ語: polis）は以下の組織から成り立っている。
- 中央機関（内務省警察総局）
- 地方機関（警察総局の地方支局）
  - 81県警察局
  - 751郡警察局
  - 22国境ゲート警察局
  - 18フリーゾーン警察署
  - 834警察署

各県においては、国家警察は内務省の官吏である任命制の県知事（トルコ語: vali）および郡知事（トルコ語: kaymakam）の指揮下にある。 これらの警察管理者（トルコ語: mülki amir）は、都市部および郡部の治安維持に責任を持つ。警察は民政機構のもとで運営されており、政府の指揮と管理の下に任務を遂行する。自治体の首長は執行を監督する。

## 機能と目的
全体として、トルコの国家警察は地理的にいうと市の領域内を管轄地域としている。「警察の任務と権限に関する法律」（Polis Vazife ve Salahiyet Kanunu）によると、警察の任務は以下の通り。
- 公共の安全と秩序を維持すること
- 個人の生命と財産を保護すること
- 犯罪者と証拠を捜査、逮捕押収および司法機関へ移送すること
- 法令に定められるところにより行政から独立して任務を遂行すること
- 公共の安全と秩序を保つことを目的として犯罪を予防すること

国家警察はまた、国家安定の保護と憲法秩序の維持など政治的任務も与えられている。

## 部隊
よく知られる警察の部隊には以下のものがある。

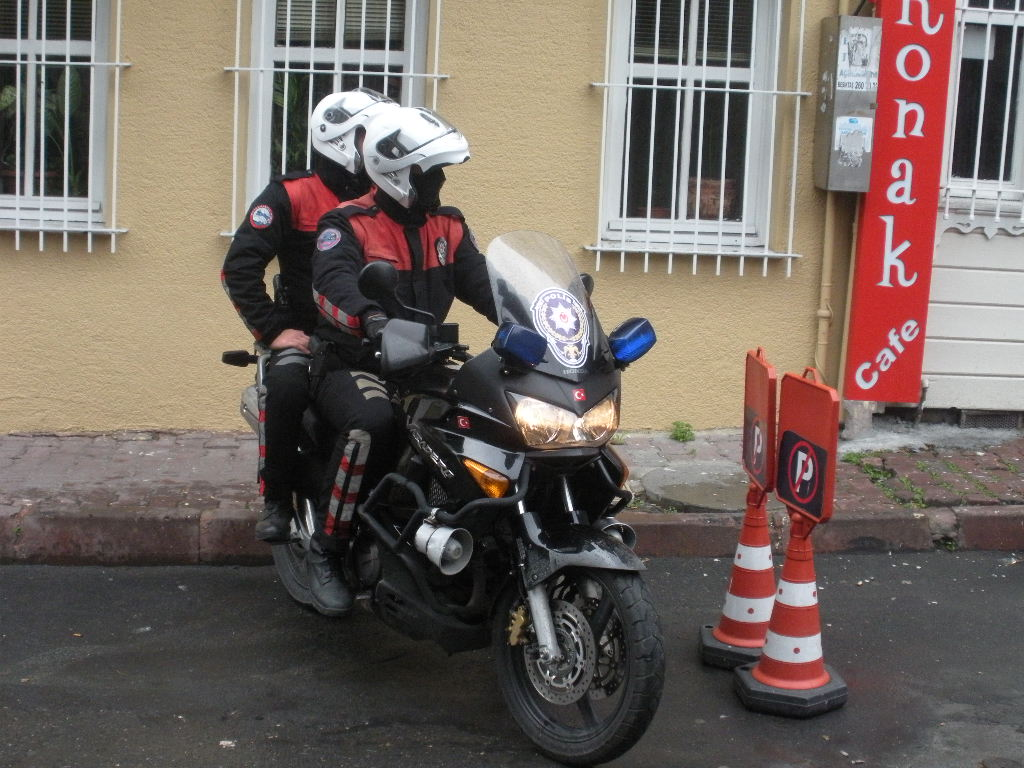
バイク隊

- バイク隊（通称「イルカ隊」（トルコ語: Yunuslar））
- 機動隊（英語版）（トルコ語: Çevik Kuvvet） - デモなどの重要な事態に投入される。
- 特殊車両隊
- 特殊部隊（英語版）（トルコ語: Özel Harekat）- 日本のSAT、アメリカのSWATに相当する緊急対処を任務とする部隊。機関銃や特殊装備を使用し、自動対テロ作戦、銀行強盗、誘拐、要人救出などの特別な事態に出動する。

警察官は全員ネイビーブルーの制服と制帽を着用している。パトロールカーは特有の白と青の塗装が施されており、サイドドアやボンネットに「POLİS」と書かれている。警部以上警視以下は肩に階級に応じた個数の銀の星の階級章をつける。これより上の上級幹部の階級章は金の星である。

## 階級
- 警察総局長官 (トルコ語: Emniyet Genel Müdürü)
- 1級警察長官 (トルコ語: 1. Sınıf Emniyet Müdürü)
- 2級警察長官 (トルコ語: 2. Sınıf Emniyet Müdürü)
- 3級警察長官 (トルコ語: 3. Sınıf Emniyet Müdürü)
- 4級警察長官 (トルコ語: 4. Sınıf Emniyet Müdürü)
- 警視 (トルコ語: Emniyet Amiri)
- 警部長 (トルコ語: Başkomiser)
- 警部 (トルコ語: Komiser)
- 警部補 (トルコ語: Komiser Yardımcısı)
- 巡査部長 (トルコ語: Kıdemli Başpolis Memuru)
- 巡査長 (トルコ語: Başpolis Memuru)
- 巡査 (トルコ語: Polis Memuru)

## 教育
トルコの国家警察の教育訓練は2種類ある。ひとつは初任者研修で、警察総局直属の教育部によって行われる。他方は養成教育で、警察大学校（トルコ語: Polis Akademisi）によって行われる。
警察大学校は、5つの教育課程からなる。
- 専門課程（警察専門学校、2年制）
- 学士課程（警察科学学部、4年制）
- 研究課程（警察科学研究院、4セメスター制）
- アンカラの国立高等教育機関における教育
- 幹部教育（警察科学研究院、警視に対する高等管理課程および警部に対する中等レベル管理研修）

アンカラとブルサには、警察学校（トルコ語: Polis Koleji、高校相当）も警察総局の直属で運営されている。TADOC（Turkish International Academy Against Drugs and Organized Crime）や犯罪調査研究センター（トルコ語: Suç Araştırma ve Soruşturma Eğitim Merkezi）といった、専門的な研修を行う他の教育機関もある。